# Lễ hội khoa học Krakow
Lễ hội khoa học Krakow là một sự kiện thường niên được tổ chức tại quảng trường Krakow. Lễ hội đã được tổ chức từ năm 2000, và luôn diễn ra vào tháng 5. Các trường đại học và các viện nghiên cứu tại Krakow (thuộc viện Hàn lâm Khoa học Ba Lan) đồng tổ chức sự kiện này. Từ năm 2017, Lễ hội khoa học đã được đổi tên thành Liên hoan Khoa học và Nghệ thuật tại Krakow.

## Lễ hội
Trung tâm tổ chức sự kiện lễ hội nằm trên Quảng trường chính ở Krakow. Đây là nơi có đông du khách tham quan, họ có cơ hội tham gia quan sát các chuyên gia thực hiện thí nghiệm, cũng như có thể tự mình tiến hành chúng, ngoài ra các du khách còn có thể thảo luận và giải quyết các vấn đề khoa học với các nhà nghiên cứu và sinh viên tại lễ hội.  
Song song với các hoạt động khoa học thì ở các hoạt động văn hóa, nghệ thuật cũng được trình bày, biểu diễn trong suốt thời gian diễn ra lễ hội. Tại lễ hội này, các nhóm nghiên cứu, các nhà khoa học cũng trình bày những thành tựu khoa học thú vị và ngoạn mục nhất, cái mà trong thời gian vừa qua họ đã thực hiện và phát hiện được.

## Lịch sử
Ý tưởng về việc tổ chức Lễ hội khoa học được đưa ra bởi trường Đại học Jagiellonia trong quá trình chuẩn bị cho lễ kỷ niệm 600 năm đổi mới và phát triển của trường. 
Từ năm 2000 - 2004, Đại học Jagiellonia đã là nhà tổ chức chính của sự kiện này. Tại trung tâm chính, họ chuẩn bị các trại cho các trường đại học, các học viện, tại đây các trường, học viện trưng bày, giới thiệu những điểm nổi bật của trường, như là một cách quảng bá cho trường. 
Thành công của lần tổ chức đầu tiên của Lễ hội đã khuyến khích ban tổ chức tiếp tục dự án trong những năm tiếp theo. Từ năm này sang năm khác, Lễ hội thu hút ngày càng nhiều người tham gia, lễ hội cũng mang đến nhiều thông tin phong phú hơn, các hình thức ngày càng hấp dẫn. 
Năm 2005 - 2007, Trường Đại học Khoa học và Công nghệ AGH đã là đơn vị tổ chức chính sự kiện này. Thị trấn tổ chức lễ hội đã được chuyển đến Quảng trường chính, và tất cả các bài giảng, cuộc họp và thảo luận được tổ chức tại các cơ sở của từng trường đại học. 
Đến các năm sau đó, lần lượt các trường như Đại học Công nghệ Krakow, Đại học Nông nghiệp Krakow, Đại học Sư phạm Krakow đã là đơn vị tổ chức chính cho sự kiện này. Chủ đề thay đổi theo các năm.